# 장숙정
장숙정(1958년 6월 29일 ~ )은 대한민국의 가수이다.

## 데뷔
- 2010년 정규 앨범 [장숙정]

## 앨범
- 2010년 장숙정